# 小崎政房
小崎 政房（おざき まさふさ、1907年4月27日 - 1982年6月22日）は、日本の俳優、劇作家、演出家、映画監督である。本名同じ。歌舞伎俳優尾上 紋緑（おのえ もんろく）としてスタートし、結城 三重吉（ゆうき みえきち）、結城 重郎（-じゅうろう）、結城 重三郎（-じゅうざぶろう）の名で映画に出演し、松山 宗三郎（まつやま しゅうざぶろう）の名で剣戟映画のスターとなり、本名で映画監督、あるいは新宿ムーランルージュの演出家として活躍した。

## 人物・来歴

### 歌舞伎端役から剣戟スターへ
1907年（明治40年）4月27日、京都市に生まれる。
1926年（大正15年）2月17日 - 同月23日、18歳のとき、歌舞伎俳優尾上 紋緑として、端役の郎党清瀬三四郎役で京都座の舞台を踏む。その後、映画俳優に転向し、帝国キネマ演芸に入社する。
1930年（昭和5年）5月31日、23歳のとき、結城 三重吉の名で、帝国キネマ長瀬撮影所で撮影した『我武者甚内羅一番槍』（原作・脚本山内英三、監督渡辺新太郎）に主演、同作が公開される。同年、結城 重三郎と改名、主演した『白粉首』（同年8月13日完成）をかわきりに、重三郎名義で4本に出演したところで、同年9月、長瀬撮影所が火事で全焼し焼失する。同社が松竹から借り受けた太秦撮影所（現在の東映京都撮影所）で11本に出演した。1931年（昭和6年）10月に同社は新興キネマに改組され、同年10月4日、河津清三郎主演の『三人の相馬大作』（原作直木三十五、監督押本七之輔）に出演し、同作は新興キネマ作品として公開された。新興キネマでは、10本に出演し、1932年（昭和7年）4月27日公開の中島宝三監督作品『享保旗本くづれ』を最後に新興キネマを去る。
同1932年に宝塚キネマを退社した俳優の羅門光三郎と原駒子が奈良県生駒郡南生駒村（現在の生駒市壱分町）に設立した「富国映画社」に合流、同社の設立の7作目の映画『渡世くづれ』に主演したが、同社は8本目の映画を撮影して解散した。翌年1933年（昭和8年）、俳優月形龍之介と映画監督志波西果の設立した朝日映画聯盟に参加、同年10月19日に公開された『海援隊快挙』に月形と共演したが、同プロダクションは本作を含めた2本で解散した。小崎は「剣戟俳優・結城重三郎」の名を捨て、関西を離れ、東京に移住、同年、角筈（現在の西新宿）の新宿ムーランルージュに入り、劇作家となる。

### 演出家への転身
新宿ムーランルージュでの1年が過ぎた1935年（昭和10年）、巣鴨に撮影所をもつ、河合徳三郎の大都映画に入社、主演映画『鶉の旅』に松山 宗三郎の名で出演し、同作は同年1月25日に公開された。大都映画で剣戟スターとして活躍する一方で、1937年（昭和12年）、山本嘉次郎、木村荘十二、大谷俊夫がピー・シー・エル映画製作所（P.C.L.）で監督した、菊池寛の小説の映画化作品『日本女性読本』の共同脚本に小崎 政房名義で参加、同作は同年5月21日に公開された。P.C.L.は同年9月10日、合併して東宝映画となり、そこでも翌1938年（昭和13年）、岸松雄監督、岡田敬監督の作品計2本の現代劇の脚本に「小崎政房」名義で参加している。
同年、大都映画が製作した水島道太郎主演の現代劇『級長』で、オリジナル脚本を書き、吉村操監督のスーパーヴァイズのもと、「小崎政房」名義で映画監督としてデビュー、同作は同年11月24日に公開された。大都映画では、1940年（昭和15年）3月21日公開の『神竜長州義士 後篇』まで、合計100本の映画に「松山宗三郎」名義で出演し、1942年（昭和17年）1月7日公開の『疾風馬車』まで合計13本を「小崎政房」名義で監督した。大都映画は同年1月、戦時統制のため合併し、大日本映画製作（大映）となったが、小崎は監督として残留、巣鴨撮影所は閉鎖され、多摩川の大映第一撮影所に異動、戦時中に2本の映画を監督した。
1945年（昭和20年）8月15日、38歳で第二次世界大戦の終戦を迎えた。1946年（昭和21年）、田村泰次郎の小説『肉体の門』を舞台化、演出して大ヒットする。1948年（昭和23年）、太泉スタジオ（現在の東映東京撮影所）で、同社の第1作に大ヒットした舞台『肉体の門』の映画化を企画、ムーランルージュの同僚小沢不二夫に脚本を書かせ、自らが監督する予定だったが、主演の轟夕起子の夫でヴェテラン監督のマキノ正博に監督を任せ、同作は同年8月10日に公開された。その後の監督作品は2本に終わった。
1982年（昭和57年）6月22日、死去する。満75歳没。

## 註
1. 1 2 3 4  コトバンクサイト内の記事「小崎政房」の記述を参照。
2. ↑  国立劇場近代歌舞伎年表編纂室『近代歌舞伎年表京都篇』（八木書店、2002年 ISBN 4840692300）p.404の記述を参照。
3. ↑  #外部リンク欄の日本映画データベース「結城三重吉」の項のリンク先の記述を参照。二重リンクを省く。
4. 1 2 3 4 5 6  #外部リンク欄の日本映画データベース「結城重三郎」の項のリンク先の記述を参照。二重リンクを省く。
5. 1 2 3 4 5 6 7 8  #外部リンク欄の日本映画データベース「小崎政房 / 松山宗三郎」の項のリンク先の記述を参照。二重リンクを省く。